# Gustav Jonsson
Gustav Adolf Jonsson, Skå-Gustav, född 6 november 1907 i Alfta församling i Hälsingland, död 21 oktober 1994 i Vällingby i Stockholm, var en svensk barnpsykiater som 1947 skapade och sedan ledde den mycket uppmärksammade barnbyn Skå på Färingsö.

## Biografi
Jonsson var 1968–1970 tillförordnad professor i socialmedicin och överläkare vid Karolinska sjukhuset. Han tillämpade psykoanalytiska, sociala och familjedynamiska synsätt i behandling av missanpassade och kriminella barn och ungdomar.
Han var gift första gången 1936–1941 med Esther Lamm, född 1913, död 1989, andra gången 1944–1969 med Maria Margareta Embring (som gift Embring-Jonsson), född 1916, död 1991, och tredje gången från 1969 med Britt Elisabet Jonsson, född 1938. Han är far till sju barn, bland andra Staffan Lamm.
En tid bodde han i Kollektivhuset på John Ericssonsgatan i Stockholm.
Skå-Gustav vilar i minneslunden vid Adolf Fredriks kyrka, Stockholm.

### HIV-smittad
År 1983 smittades Jonsson med HIV i samband med en hjärtoperation där blodtransfusion skett, vilket han och frun beskrev i boken Smittad. Ett personligt dokument. I boken berättar de om hur han kom att diagnosticeras via smittspårning kring transfusionen, medan Britt ej var smittad. De berättar var för sig om oron under väntan efter provtagningen för att fastställa om de var smittade eller ej och om hur det sedan var att leva tillsammans vid en dödlig smittsam sjukdom, som på den tiden oftast innebar en mycket svår stigmatisering av de smittade - om smittan blev känd.